# Samuelstjärnen (Sorsele socken, Lappland)
Samuelstjärnen är en sjö i Sorsele kommun i Lappland och ingår i Umeälvens huvudavrinningsområde.